# Away Goes Prudence
Away Goes Prudence er en amerikansk stumfilm fra 1920 af John S. Robertson.

## Medvirkende
- Billie Burke som Prudence Thorne
- Percy Marmont som  Hewitt Harland
- Maude Turner Gordon som Prudence Thorne
- Charles Lane
- Dorothy Walters som Ryan